# Euceros ruber
Euceros ruber là một loài tò vò trong họ Ichneumonidae.